# Granby (Colorado)
Granby település az Amerikai Egyesült Államok Colorado államában, Grand megyében. Lakosainak száma 2079 fő (2020. április 1.).

## Közlekedés

### Vasút
A települést napi egy pár California Zephyr néven futó Amtrak távolsági vonatjárat érinti.

## Népesség
A település népességének változása:

| 2010 | 1 864 |
| 2020 | 2 079 |